# Дам'ян Джурич
Дам'ян Джурич (серб. Дамјан Ђурић / Damjan Đurić) —  югославський футболіст, що грав на позиції нападника. Відомий виступами за клуб «Югославія» у складі якого був чемпіоном Югославії. 

## Клубна кар'єра
У 1923 році у складі клубу «Югославія» був учасником першого розіграшу чемпіонату Югославії. У 1/4 фіналу «Югославія» перемогла клуб «Бачка» (Суботиця) з рахунком 2:1, а у півфіналі поступилась САШКу (Сараєво) 3:4, а Джурич забив один з голів своєї команди. 
У наступному чемпіонаті 1924 року «Югославія» здобула перемогу. На шляху до фіналу команда здолала «Славію» (Осієк) (5:2) і «Сомборський» (6:1), а у головному матчі перемогла «Хайдук» (Спліт) з рахунком 2:1 завдяки голам Дам'яна Джурича і Стевана Лубурича. 
Також Дам'ян Джурич грав у складі збірної Белграда. Зокрема, був учасником першого розіграшу Кубка короля Олександра, турніру для найбільших міст Югославія. У 1924 році збірна Белграда поступилась збірній Суботиці 2:3, а Дам'ян став автором одного з голів своєї команди.

## Трофеї і досягнення
- Чемпіон Югославії: 1924
- Чемпіон футбольної асоціації Белграда: 1923, 1924